# サンドン岩
サンドン岩(さんどんいわ)とは、鹿児島県奄美大島の北東、笠利崎の北北東 27.5 kmに浮かぶ無人島である。
標高8m の本島と、南側に分布する複数の岩礁から構成されている。
奄美市に属する。トカラ列島の横当島は、サンドン岩の西約75kmにある。（地理院地図）